# Prosopocoilus bulbosus
Prosopocoilus bulbosus es una especie de coleóptero de la familia Lucanidae. Presenta las siguientes subespecies:
- Prosopocoilus bulbosus bulbosus
- Prosopocoilus bulbosus crassimaxillaris
- Prosopocoilus bulbosus mandibularis
- Prosopocoilus bulbosus spencii

## Distribución geográfica
Habita en Sikkim y Assam en la (India).